# Dendrophylax serpentilingua
Dendrophylax serpentilingua é uma espécie de orquídea, família Orchidaceae, que existe na República Dominicana, onde cresce em áreas bastante úmidas e abafadas. Trata-se de planta epífita, monopodial, com caule insignificante e efêmeras folhas rudimentares, com inflorescências racemosas que brotam diretamente de um nódulo na base de suas raízes. As flores têm um longo nectário na parte de trás do labelo.

## Publicação e sinônimos
- Dendrophylax serpentilingua (Dod) Nir, Orchid. Antill.: 86 (2000).

Sinônimos homotípicos:
- Campylocentrum serpentilingua Dod, Moscosoa 3: 51 (1978).